# Péter Bod
Péter Bod (n. 22 februarie 1712, Cernatu de Sus⁠(d), Covasna, România – d. 2 martie 1769, Ighiu, Alba, România) a fost un pastor reformat, istoric și scriitor transilvănean. 

## Studii
În perioada 1724-1729 a urmat cursurile Colegiului Reformat din Aiud. Mai apoi a studiat la Universitatea din Leiden între anii 1740-1743, specializându-se în domeniile filozofiei, teologiei, istoriei și jurisprudenței.

## Activitatea științifică
Activitatea sa din domeniul științific a fost susținută de Kata Bethlen. Péter Bod s-a aflat de asemenea în anturajul lui József Benkő, considerat a fi unul din reprezentanții de seamă ai istoriografiei maghiare din Transilvania secolului al XVIII-lea. Una dintre cele mai cunoscute opere ale lui Péter Bod este cea intitulată „Magyar Athenas” („Ateneul maghiar”), o operă cu caracter biografic și bibliografic, referitoare la oamenii de litere și cronicarii de origine maghiară. 
Péter Bod este și autorul primei istorii a românilor din Transilvania intitulată „Brevis Valachorum Transylvaniam incolentium Historia in qua populi Valachici in Transylvania status civilis et eclesiasticus, profani item ac sacri Ritus precipue vero Unionis cum Romano-Catolicis ab anno 1648” și editată în 1890 în 25 de exemplare, de către reprezentanții luptei naționale române. În ceea ce privește conținutul studiului, Péter Bod insistă asupra epocii daco-romane, asupra procesului de romanizare a Daciei și a originii poporului român. A mai publicat lucrări referitoare la istoria tiparului transilvănean și la istoria secuimii.

## Activitatea pastorală
În perioada 1749-1769 a fost pastor reformat la Ighiu.

## Galerie de imagini

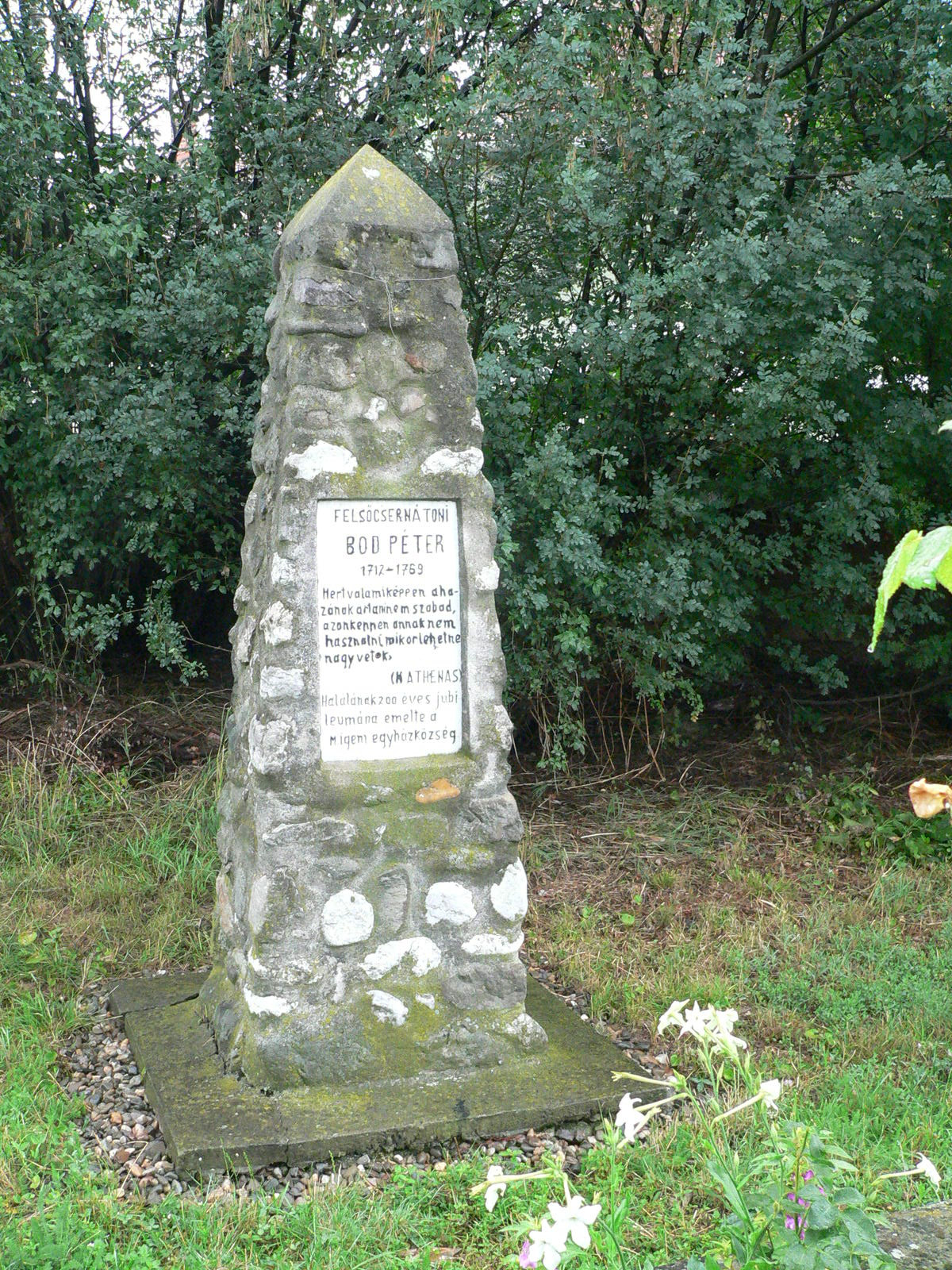
Monumentul funerar al lui Bod, în cimitirul Bisericii Reformate din Ighiu